# Gamasomorpha
Genre
Gamasomorpha est un genre d'araignées aranéomorphes de la famille des Oonopidae.

## Distribution
Les espèces de ce genre se rencontrent en Asie, en Afrique, en Océanie et en Amérique du Sud.

## Liste des espèces
Selon World Spider Catalog (version 20.5, 18/09/2019) :
- Gamasomorpha anhuiensis Song & Xu, 1984
- Gamasomorpha arabica Simon, 1893
- Gamasomorpha asterobothros Eichenberger, 2012
- Gamasomorpha austera Simon, 1898
- Gamasomorpha australis Hewitt, 1915
- Gamasomorpha barbifera Tong & Li, 2007
- Gamasomorpha camelina Simon, 1893
- Gamasomorpha cataphracta Karsch, 1881
- Gamasomorpha clarki Hickman, 1950
- Gamasomorpha clypeolaria Simon, 1907
- Gamasomorpha comosa Tong & Li, 2009
- Gamasomorpha coniacris Eichenberger, 2012
- Gamasomorpha deksam Saaristo & van Harten, 2002
- Gamasomorpha fricki Eichenberger, 2012
- Gamasomorpha gershomi Saaristo, 2007
- Gamasomorpha humicola Lawrence, 1947
- Gamasomorpha inclusa (Thorell, 1887)
- Gamasomorpha insomnia Eichenberger, 2012
- Gamasomorpha jeanneli Fage, 1936
- Gamasomorpha kabulensis Roewer, 1960
- Gamasomorpha keri Eichenberger, 2012
- Gamasomorpha kraepelini Simon, 1905
- Gamasomorpha kusumii Komatsu, 1963
- Gamasomorpha lalana Suman, 1965
- Gamasomorpha linzhiensis Hu, 2001
- Gamasomorpha longisetosa Lawrence, 1952
- Gamasomorpha microps Simon, 1907
- Gamasomorpha mornensis Benoit, 1979
- Gamasomorpha nigrilineata Xu, 1986
- Gamasomorpha nitida Simon, 1893
- Gamasomorpha ophiria Eichenberger, 2012
- Gamasomorpha petoteca Eichenberger, 2012
- Gamasomorpha plana (Keyserling, 1883)
- Gamasomorpha porcina Simon, 1909
- Gamasomorpha psyllodes Thorell, 1897
- Gamasomorpha pusilla Berland, 1914
- Gamasomorpha raya Eichenberger, 2012
- Gamasomorpha schmilingi Eichenberger, 2012
- Gamasomorpha sculptilis Thorell, 1897
- Gamasomorpha semitecta Simon, 1907
- Gamasomorpha servula Simon, 1908
- Gamasomorpha seximpressa Simon, 1907
- Gamasomorpha squalens Eichenberger, 2012
- Gamasomorpha subclathrata Simon, 1907
- Gamasomorpha taprobanica Simon, 1893
- Gamasomorpha testudinella Berland, 1914
- Gamasomorpha tovarensis (Simon, 1893)
- Gamasomorpha virgulata Tong & Li, 2009

## Publication originale
- Karsch, 1881 : Diagnoses Arachnoidarum Japoniae. Berliner Entomologische Zeitschrift, vol. 25, p. 35-40 (texte intégral).